# Mikrocytos mackini
Espèce
Mikrocytos mackini, seul représentant connu du genre Mikrocytos, est une espèce de parasites qui touche diverses espèces de bivalves, notamment les huîtres Ostrea edulis, Crassostrea gigas et Crassostrea virginica.

## Publication originale
- (en) C. Austin Farley, Peter H. Wolf et Ralph A. Elston, « A long term study of "microcell" disease in oysters with a description of a new genus, Mikrocytos (g. n.), and two new species, Mikrocytos mackini (sp. n.) and Mikrocytos roughleyi (sp. n.) », Fishery Bulletin, Washington, NOAA, inconnu et National Marine Fisheries Service, vol. 86, no 3,‎ 1988, p. 581-593 (ISSN 0090-0656 et 1937-4518, OCLC 1783998 et 1506474, lire en ligne).